# 36-й уряд Ізраїлю
36-й уряд Ізраїлю — уряд сформований коаліцією партій Кнесету 24 скликаня. Відповідно до коаліційних угод Нафталі Бенет мав олювати уряд з 13 червня 2021 року до 27 серпня 2023 після чого скласти повноваження на користь Яіра Лапіда. 30 червня 2022 року було прийнято закон про розпуск Кнесету 24 скликання. Яір Лапід очолюватиме уряд з 1 липня до формування новообраним Кнесетом наступного уряду.

## Парламентські вибори 2021 року
23 березня 2021 року відбулися вибори до Кнесету 24 скликання. За їх результатами електоральний бар'єр у 3,25% подолали 13 партій, які мали сформувати та затвердити простою більшістю склад нового уряду. 120 депутатських мандатів було розподілено наступним чином:
| Партія                             | На чолі із         | подано голосів за | Отримано мандатів |
| ---------------------------------- | ------------------ | ----------------- | ----------------- |
| Лікуд                              | Беньямін Нетаньягу | 1 066 892         | 30                |
| Єш Атід                            | Яір Лапід          | 614 112           | 17                |
| ШАС                                | Ар'є Дері          | 316 008           | 9                 |
| Кахоль-Лаван                       | Бені Ґанц          | 292 257           | 8                 |
| Яміна                              | Нафталі Бенет      | 273 836           | 7                 |
| Га-Авода                           | Мерав Міхаелі      | 268 767           | 7                 |
| Ягадут га-Тора                     | Моше Ґафні         | 248 391           | 7                 |
| Ісраель Бейтейну                   | Авіґдор Ліберман   | 248 370           | 7                 |
| Га-Ціонут га-датіт                 | Бецалель Смотрич   | 225 641           | 6                 |
| Об'єднаний список                  | Айман Уде          | 212 583           | 6                 |
| Тіква хадаша                       | Ґідеон Саар        | 209 161           | 6                 |
| МЕРЕЦ                              | Ніцан Горовіц      | 202 218           | 6                 |
| Об'єднаний арабський список (РААМ) | Мансур Абас        | 167 064           | 4                 |

Фактично у новообраному кнесеті сформувалися дві групи: прихильників та противників Беньяміна Нетаньягу та його перебування на чолі уряду. До прихильників належали 52 депутати від Лікуду та право-релігійних партій («ШАС», «Ягадут га-Тора», «га-Ціонут га-датіт»). Блок противників, так званий «Блок змін» складався із 57 депутатів «Єш Атід», «Кахоль-Лаван», «га-Авода», «Ісраель Бейтейну», «Об'єднаний список», «Тіква хадаша» та «МЕРЕЦ». Щодна з них не мала необхідних 61 голосів для формування правлячої коаліції. «Яміна» та «РААМ» із 7 та 4 депутатами, відповідно, не заявлали відкрито своєї позиції до початку коаліційних перемовин.

## Формування уряду
6 квітня після консультацій із представниками фракцій Кнесету президент Реувен Рівлін надав мандат на формування уряду Беньяміну Нетаньягу. Натаньягу вів перемовини із «Тіква хадаша» та «Яміна», пропонуючи пост змінного прем'єра Ґідеону Саару та Нафталі Бенету, та із представниками лояльних до нього фракцій щодо розподілення посад у майбутньому уряді. Проте у відведений строк до 4 травня йому не вдалось досягнути згоди всіх учасників потенційної коаліції.
5 травня Рівлін доручив формування уряду Яіру Лапіду. Ще до офіційного доручення Лапід вів перемовини із Бенетом щодо входження до коаліції депутатів від Яміни. Напередодні 10 травня сторини вели перемовини також із представниками РААМу, але із початком зіткнень у Єрусалимі та подальшою ескалацією конфлікту РААМ відмовився від будь яких перемовин, а згодом Нафталі Бенет заявив що не увійде до уряду який спирається на підтримку РААМ.
23 травня Бенет погодився на продовження перемовин і 1 червня за кілька годин до завершення відведеного строку Лапід повідомив що він в змозі сформувати уряд.
13 червня 2021 склад уряду було затверджено 60 голосами депутатів Кнесету, 59 депутатів проголусували проти 1 утримався.

## Склад кабінету міністрів
| Міністерство                                  | Міністр                                   | Фото             | Час на посаді                  | Партія           |
| --------------------------------------------- | ----------------------------------------- | ---------------- | ------------------------------ | ---------------- |
| Міністерство економіки та промисловості       | Орна Барбивай (אורנה ברביבאי)             |                  | з 13 червня 2021               | Єш Атід          |
| Міністерство енергетики                       | Карін Ельгарар (קארין אלהרר)              |                  | з 13 червня 2021               | Єш Атід          |
| Міністерство розвідки                         | Еліезер Штерн (אלעזר שטרן)                |                  | з 13 червня 2021               | Єш Атід          |
| Міністерство соціального забезпечення         | Меїр Коген (מאיר כהן)                     |                  | з 13 червня 2021               | Єш Атід          |
| Міністерство соціальної рівності              | Мірав Коген (מירב כהן)                    |                  | з 13 червня 2021               | Єш Атід          |
| Міністерство туризму                          | Йоель Развозов (יואל רזבוזוב)             |                  | з 13 червня 2021               | Єш Атід          |
| Міністерство закордонних справ                | Яір Лапід (יאיר לפיד)                     |                  | з 13 червня 2021               | Єш Атід          |
| Прем'єр-міністр                               | Яір Лапід (יאיר לפיד)                     | з 1 липня 2022   |                                | Єш Атід          |
| Прем'єр-міністр                               | Нафталі Бенет (נפתלי בנט)                 |                  | 13 червня 2021 —30 червня 2022 | Яміна            |
| Міністерство з питаннь релігії                | Нафталі Бенет (נפתלי בנט)                 | з 15 травня 2022 |                                | Яміна            |
| Міністерство з питаннь релігії                | Матан Кагана (מתן כהנא)                   |                  | 13 червня 2021 —15 травня 2022 | Яміна            |
| Міністерство внутрішніх справ                 | Аєлет Шакед (איילת שקד)                   |                  | з 13 червня 2021               | Яміна            |
| Міністерство юстиції                          | Ґідеон Саар (גדעון סער)                   |                  | з 13 червня 2021               | Тіква хадаша     |
| Міністерство будівництва                      | Зеев Елькін (זאב אלקין)                   |                  | з 13 червня 2021               | Тіква хадаша     |
| Міністерство в справах Єрусалиму та спадщини  | Зеев Елькін (זאב אלקין)                   | з 13 червня 2021 |                                | Тіква хадаша     |
| Міністерство освіти                           | Іфат Шаша-Бітон (יפעת שאשא-ביטון)         |                  | з 13 червня 2021               | Тіква хадаша     |
| Міністерство зв'язку                          | Йоаз Гендель (יועז הנדל)                  |                  | з 13 червня 2021               | Тіква хадаша     |
| Міністерство оборони                          | Бені Ґанц (בני גנץ)                       |                  | з 13 червня 2021               | Кахоль-Лаван     |
| Міністерство алії та абсорбції                | Пніна Тамено-Шете (פנינה תמנו-שטה)        |                  | з 13 червня 2021               | Кахоль-Лаван     |
| Міністерство культури і спорту                | Йехіель Трупер (יחיאל טרופר)              |                  | з 13 червня 2021               | Кахоль-Лаван     |
| Міністерство інновацій, науки та технології   | Оріт Фаркаш-ГаКоген (אורית פרקש-הכהן)     |                  | з 13 червня 2021               | Кахоль-Лаван     |
| Міністерство охорони здоров'я                 | Ніцан Горовіц (ניצן הורוביץ)              |                  | з 13 червня 2021               | МЕРЕЦ            |
| Міністерство охорони навколишнього середовища | Тамар Зандберґ (תמר זנדברג)               |                  | з 13 червня 2021               | МЕРЕЦ            |
| Міністерство регіонального співробітництва    | Іссауї Фредж (עיסאווי פריג) (عيساوي فريج) |                  | з 13 червня 2021               | МЕРЕЦ            |
| Міністерство транспорту і безпеки шляхів      | Мерав Міхаелі (מרב מיכאלי)                |                  | з 13 червня 2021               | га-Авода         |
| Міністерство державної безпеки                | Омер Бар-Лев (עמר בר-לב)                  |                  | з 13 червня 2021               | га-Авода         |
| Міністерство у справах діаспори               | Нахман Шай (נחמן שי)                      |                  | з 13 червня 2021               | га-Авода         |
| Міністерство фінансів                         | Авіґдор Ліберман (אביגדור ליברמן)         |                  | з 13 червня 2021               | Ісраель Бейтейну |
| Міністр у міністерстві фінансів               | Хамед Амар (חמד עמאר) (حمد عمار)          |                  | з 13 червня 2021               | Ісраель Бейтейну |
| Міністерство сільського господарства          | Одед Форер (עודד פורר)                    |                  | з 13 червня 2021               | Ісраель Бейтейну |
| Міністерство розвитку Негеву та Галілеї       | Одед Форер (עודד פורר)                    | з 13 червня 2021 |                                | Ісраель Бейтейну |

## Заплановані зміни у складі уряду
ВІдповідно до коаліційних домовленостей 27 серпня 2023 мали відбутися наступні зміни:

• Яір Лапід складе повноваження міністра закордонних справ і стане Прем'єр-міністром.

• Нафталі Бенет складе повноважння Прем'єра та стане міністром внутрішніх справ.

• Ґідеон Саар складе повноваження міністра юстиції та стане міністром закордонних справ.

• Аєлет Шакед складе повноваження міністра внутрішніх справ і стане міністром юстиції.